# Barettine
La barettine est un alcaloïde bromé constitué d'un dérivé bromé déshydrogéné de tryptophane lié par deux liaisons peptidiques à un résidu d'arginine en formant un noyau dicétopipérazine. Il s'agit donc d'un dipeptide cyclique.
On la trouve chez l'éponge profonde Geodia barretti, chez qui elle empêche la fixation des balanes. Cet effet est observé à des concentrations aussi faibles que 0,25 à 25 µmol/L de barettine, certains dérivés synthétiques étant actifs à des concentrations encore plus faibles, telles que 34 nM.
On ignore comment elle agit chez l'homme, mais elle serait susceptible de diverses applications comme antifongique, antibiotique, vermifuge, insecticide, voire molécule chimiothérapeutique anticancéreuse.
Les récepteurs sérotoninergiques humains 5-HT2A, 5-HT2C et 5-HT4 se lient sélectivement à la barettine à des concentrations du même ordre que celles de la sérotonine endogène.